# مقاطعة ماراثون (ويسكونسن)
مقاطعة ماراثون هي مقاطعة في ويسكونسن، بلغ عدد سكانها 134٬063  نسمة، في 2010، عاصمتها واوسو، تبلغ مساحتها 4٬082 كيلومتر مربع.

## الموقع
تشترك في الحدود مع:
- مقاطعة لنكولن
- مقاطعة وود (ويسكونسن)
- مقاطعة كلارك
- مقاطعة تايلور (ويسكونسن)
- مقاطعة بورتاغ
- مقاطعة شاوانو
- مقاطعة واوباكا
- مقاطعة لانغلاد
- مقاطعة بورتج، أوهايو.

## التقسيمات الإدارية
- واوسو.